# 尚日 (马恩省)
尚日（法語：Changy，法語發音：[ʃɑ̃ʒi]）是法国马恩省的一个市镇，属于维特里勒弗朗索瓦区。

## 地理
尚日（48°46'26"N, 4°40'42"E）面积6.26 平方千米，位于法国大東部大區马恩省，该省份为法国东北部内陆省份，北起阿登省，西北接埃纳省，西南接塞纳-马恩省，南至奥布省，东南接上马恩省，东临默兹省。
与尚日接壤的市镇（或旧市镇、城区）包括：巴叙埃、埃尔斯莱韦克、梅尔洛、乌特勒蓬、圣康坦莱马赖、大瓦夫赖。

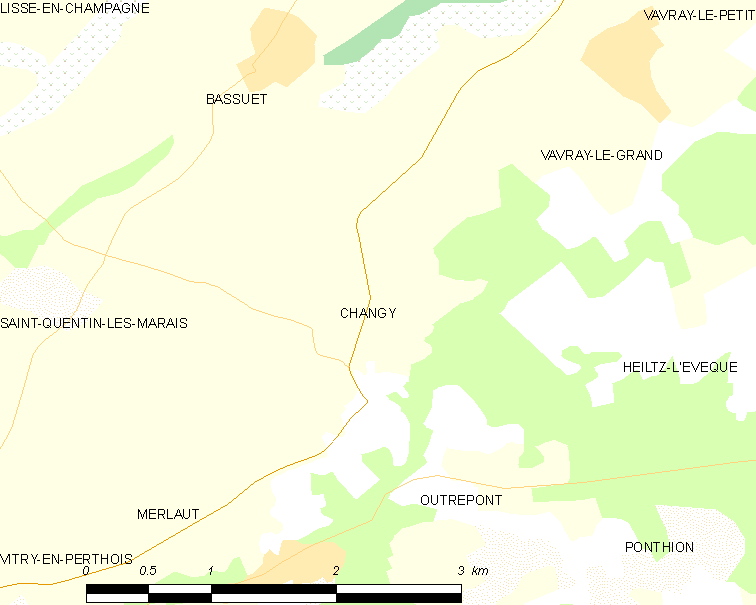
的OSM定位图

尚日的时区为UTC+01:00、UTC+02:00（夏令时）。

## 行政
尚日的邮政编码为51300，INSEE市镇编码为51122。

## 政治
尚日所属的省级选区为塞迈兹莱班县。

## 人口

1962-2008年间人口变化图示

尚日于2022年1月1日时的人口数量为116人。